# 2006年全米オープン (テニス)
2006年 全米オープン（2006ねんぜんべいオープン、US Open 2006）は、アメリカ・ニューヨークにある「USTA ビリー・ジーン・キング・ナショナル・テニスセンター」にて、2006年8月28日から9月11日にかけて開催された。

## シニア

### 男子シングルス
ロジャー・フェデラー def.  アンディ・ロディック, 6–2, 4–6, 7–5, 6–1
- フェデラーは全米オープン3連覇、2004年に続いて自身2度目の4大大会年間3冠達成。

### 女子シングルス
マリア・シャラポワ def.  ジュスティーヌ・エナン＝アーデン, 6–4, 6–4
- シャラポワは大会初優勝であり、2004年ウィンブルドン以来の4大大会2勝目を挙げた。

### 男子ダブルス
マルティン・ダム /  リーンダー・パエス def.  ヨナス・ビョークマン /  マックス・ミルヌイ, 6–7(5), 6–4, 6–3

### 女子ダブルス
ナタリー・ドシー /  ベラ・ズボナレワ def.  ディナラ・サフィナ /  カタリナ・スレボトニク, 7–6(5), 7–5

### 混合ダブルス
ボブ・ブライアン /  マルチナ・ナブラチロワ def.  マルティン・ダム /  クベタ・ペシュケ, 6–2, 6–3

## ジュニア

### 男子シングルス
ドゥサン・ロジャ def.  ピーター・ポランスキー, 7-6(4), 6-3

### 女子シングルス
アナスタシア・パブリュチェンコワ def.  タミラ・パシェク, 3-6, 6-4, 7-5

### 男子ダブルス
Jamie Hunt /  Nathaniel Schnugg def.  Jarmere Jenkins/ Austin Krajicek 6-3, 6-3

### 女子ダブルス
Mihaela Buzărnescu /  イオアナ・ラルカ・オラル def.  シャロン・フィッチマン /  アナスタシア・パブリュチェンコワ, 7-5, 6-2